# Plantae Novae vel Minus Notae
Plantae Novae vel Minus Notae (abreviado Pl. Nov.) es un libro con ilustraciones y descripciones botánicas que fue escrito por el botánico italiano Filippo Parlatore y publicado en el año 1842.